# Pseudopoda guanshanensis
Espèce
Pseudopoda guanshanensis est une espèce d'araignées aranéomorphes de la famille des Sparassidae.

## Distribution
Cette espèce est endémique du Jiangxi en Chine,. Elle se rencontre dans le xian de Yifeng.

## Description
Le mâle holotype mesure 9,37 mm et la femelle paratype 8,47 mm.

## Systématique et taxinomie
Cette espèce a été décrite par Hu, Zhang et Liu en 2025.

## Étymologie
Son nom d'espèce, composé de guanshan et du suffixe latin -ensis, « qui vit dans, qui habite », lui a été donné en référence au lieu de sa découverte, la réserve naturelle nationale Guanshan.

## Publication originale
- Cao, Zhang, Liu, Wang & Hu, 2025 : « A record of two sparassid species (Araneae: Sparassidae) in the Jiangxi Guanshan National Nature Reserve. » Sichuan Journal of Zoology, vol. 44, no 2, p. 184-193 (texte intégral).